# ألان هاكر
ألان هاكر (بالإنجليزية: Alan Hacker)‏ هو معلم موسيقى بريطاني، ولد في 30 سبتمبر 1938 في دوركينغ في المملكة المتحدة، وتوفي في 16 أبريل 2012.

## وصلات خارجية
- ألان هاكر على موقع IMDb (الإنجليزية)
- ألان هاكر على موقع ميوزك برينز (الإنجليزية)
- ألان هاكر على موقع أول ميوزيك (الإنجليزية)
- ألان هاكر على موقع ديسكوغز (الإنجليزية)
- ألان هاكر على موقع قاعدة بيانات الفيلم (الإنجليزية)